# Antepipona brunnipes
Antepipona brunnipes är en stekelart som först beskrevs av Fabricius 1804.  Antepipona brunnipes ingår i släktet Antepipona och familjen Eumenidae.

## Underarter
Arten delas in i följande underarter:
- A. b. atratulus
- A. b. ignobilis
- A. b. pocilloides
- A. b. pocillum